# Transpirationen
Transpirationen je album saksofonskega kvarteta Saxovhonik pod vodstvom Ota Vrhovnika, ki je izšel kot glasbena CD plošča leta 1993 pri založbi GPE Records.

## Naslov in vsebina albuma
Album nosi naslov po istoimenski skladbi (posnetek 11), ki jo je napisal Josef Novotny.
Skladbo »Roulette Capriccio« (posnetek 8) je skladatelj Ladislav Leško posvetil vodji kvarteta Otu Vrhovniku.

## Seznam posnetkov
| CD              | CD                                      | CD                  | CD              | CD      |
| Št.             | Naslov                                  | Pisec               | Priredba        | Dolžina |
| --------------- | --------------------------------------- | ------------------- | --------------- | ------- |
| 1.              | „Kleines Walzwerk‟                      | H. Wisser           |                 | 3:14    |
| 2.              | „Music for Ears No.3‟                   | J. Prischl          |                 | 5:06    |
| 3.              | „3 KLANGBILDER: Klangbild 1‟            | F. Cibulka          |                 | 4:33    |
| 4.              | „3 KLANGBILDER: Klangbild 2‟            |                     |                 | 4:34    |
| 5.              | „3 KLANGBILDER: Klangbild 3‟            |                     |                 | 4:51    |
| 6.              | „Rocondo à 4‟                           | D. Johnston         |                 | 2:40    |
| 7.              | „Mauerblümchen‟                         | A. Wimmer           |                 | 4:00    |
| 8.              | „Roulette Capriccio‟                    | L. Leško            | O. Vrhovnik     | 3:58    |
| 9.              | „CONSEQUENCE 2: Synergetic Lights‟      | E. M. Freudenthaler |                 | 2:32    |
| 10.             | „CONSEQUENCE 2: Wave and Vision‟        |                     |                 | 4:31    |
| 11.             | „Transpirationen‟                       | J. Novotny          |                 | 5:13    |
| 12.             | „3. SAXOPHONQUARTETT‟ (1. stavek)       | F. Cibulka          |                 | 3:04    |
| 13.             | „3. SAXOPHONQUARTETT‟ (2. in 3. stavek) |                     |                 | 6:40    |
| Skupna dolžina: | Skupna dolžina:                         | Skupna dolžina:     | Skupna dolžina: | 54:56   |

## Sodelujoči

### Saxovhonik Quartett
- Oto Vrhovnik – sopranski saksofon
- Harald Müller – altovski saksofon
- Martin Steinkogler – tenorski saksofon
- Christian Maurer – baritonski saksofon

### Produkcija
- Erhard Blach – producent